# فودكا (المحقق كونان)
فودكا (باليابانية : ウォッカ コナン ) أو فودكو رسميا هو شخصية ثانوية في سلسلة المحقق كونان ويعتبر مساعداً رئيسياً لجين، حيث يظهر دائماً إلى جانبه. يعمل تحت رئاسة جين وشارك في عملية الابتزاز التي شهدتها الحلقة الأولى، حيث قام شينتشي كودو بمراقبته قبل أن يباغته جين من خلف.اسم فودكا مستوحى من ماركة المشروبات الكحولية المعروفة.
يتميز فودكا بمعرفته المحدودة، حيث يستخدم فقط ثلاث كلمات: "مال"، "قتل"، و"أنيكي" (التي تعني "أخي" باللغة اليابانية، ويستخدمها للإشارة إلى جين). يُحاكي فودكا جين في كل شيء، حتى في طريقة ضحكه، رغم أن عقله محدود ولا يُعتمد عليه في المهام المستقلة.
فودكا متخصص في المراقبة ويُعتبر كبش فداء للعديد من العمليات. كان مسؤولاً عن عمليات الابتزاز في الحلقة الأولى، وتواصل مع أستاذ أكامي للحصول على القرص، كما كلم مبرمج الألعاب إيتاكورا للقيام بمهام محددة أثناء غياب جين. في الفيلم الخامس، طلب منه جين إحضار جهاز التتبع واللاب توب من السيارة، وطلب منه أيضاً البقاء في البرج لمراقبة هايبارا، وفي عيد الهالوين أمره بالذهاب إلى الحفلة بمفرده.
يستفيد جين من وجود فودكا في محيطه لأنه يُعزز من هيبته، ويحب جين سماع الإطراءات عن ذكائه وقوته. بالرغم من أن فودكا يُعتبر خادماً مطيعاً، إلا أن حياته لا تساوي الكثير، ويمكن قتله بسهولة إذا لزم الأمر.